# Edificio Clarté
El edificio Clarté, también llamado casa de vidrio, es un edificio construido por Le Corbusier y Pierre Jeanneret entre 1930 y 1932 en Ginebra (Suiza). Tiene nueve plantas y consta de 48 viviendas en planta libre de distinta configuración y tamaño. Es uno de los primeros proyectos clave de Le Corbusier, donde exploró los principios de la arquitectura moderna en edificios de apartamentos, que posteriormente conducirían al diseño de las Unité d'Habitation.
En los años 1960 se evitó la demolición del edificio, que fue restaurado por primera vez en los años 1970. Después de sufrir nuevamente una amenaza de derribo a principios de los años 1980, en 1986 fue clasificado como Monumento Histórico. En 2016, el inmueble fue incluido en la lista del Patrimonio de la Humanidad de la Unesco, junto con otras 16 obras arquitectónicas de Le Corbusier.

## Historia
El ingeniero industrial del metal Edmond Wanner encargó los planos a los arquitectos en 1928 y les ofreció el terreno destinado a la construcción del edificio. Su intención era la de promover la estandarización en la construcción y por ello proporcionó los elementos necesarios para ensamblarlos in situ. El inmueble se construyó entre 1930 y 1932. La fachada fue realizada completamente en vidrio, con ventanas correderas sobre rodamientos, lo cual constituyó una innovación para la época. La estructura, concebida por el ingeniero civil Robert Maillart, estaba compuesta por pilares metálicos soldados al arco.
En la década de 1960 se evitó que el edificio fuese demolido por razones especulativas. Los arquitectos Pascal Haüsermann y Bruno Camoletti lo adquirieron en 1975 para restaurarlo. También conservaron las edificaciones próximas para preservar el entorno del lugar. Tras ser rescatado de nuevo del derribo a principios de los años 1980, fue clasificado como Monumento Histórico el 12 de noviembre de 1986.
En 2003, el Estado pidió a los propietarios que se efectuaran los trabajos de mantenimiento necesarios para la buena conservación del edificio. Posteriormente, en 2004, se propuso a la Unesco su inscripción en la lista de Patrimonio de la Humanidad junto con otros proyectos de Le Corbusier. Entre 2007 y 2009, las fachadas y las zonas comunes fueron restauradas bajo la dirección del arquitecto Jacques-Louis de Chambrier.

## Descripción
Situado en los números 2 y 4 de la calle Saint-Laurent, en el barrio de Eaux-Vives en Ginebra, el edificio Clarté es un edificio de viviendas de alquiler de nueve plantas con 48 apartamentos agrupados en torno a dos cajas de escaleras. Los apartamentos de las distintas plantas son de tipología variada (dúplex, viviendas de una planta, estudios y viviendas con terraza), y de distintos tamaños, desde el estudio hasta la vivienda de ocho habitaciones. Le Corbusier experimentó por primera vez en esta obra la incorporación del dúplex en un edificio de apartamentos de alquiler. Desde el primer al sexto piso incluidos, el edificio presenta la misma distribución de núcleos de habitación, aunque su disposición está invertida respecto a un eje de simetría transversal.
Desde el exterior, presenta dos fachadas opuestas longitudinales realizadas totalmente en vidrio, constituidas por paneles dobles de ventanas correderas, puertas también de vidrio y otros elementos de vidrio armado translúcido. Estos paños de vidrio están modulados horizontalmente por tres galerías exteriores, revestidas con paneles de madera que actúan como brise soleil. La disposición alternada de estas galerías fue concebida para permitir que los grandes dúplex dispusiesen así de una galería en cada planta. La cubierta  está formada por dos terrazas sucesivas a distinto nivel, respetando la altura máxima permitida. Las dos entradas principales al edificio tienen unas puertas centrales de vidrio sobre las cuales se apoya un paño de ladrillos de vidrio. Desde cada uno de estos accesos se llega a un gran vestíbulo, que conduce al ascensor y a una caja de escaleras iluminada con un techo abovedado de losas de vidrio translúcido.
La estructura del edificio Clarté descansa sobre pilotis, liberando así las fachadas y muros interiores de toda función portante y permitiendo una gran libertad en la distribución de los apartamentos. Los servicios comunes se concentraron en la planta baja, donde se ubicó la calefacción central, varios trasteros, los garajes para vehículos y bicicletas, las tiendas (situadas en la esquina oeste), las dos viviendas de los conserjes y otros servicios de instalaciones. Desde la fachada sur se accede a la mayoría de los garajes en planta baja.
Para la decoración interior, Le Corbusier ideó una serie de papeles pintados a fin de que cada inquilino eligiese el color deseado. Edmond Wanner impuso un único modelo de cortinas de modo que las fachadas fuesen unitarias. El único mobiliario que se diseñó fueron los armarios, los elementos de la cocina y de los baños, y los sanitarios. Solo se emplearon dos colores, el marrón oscuro y el azul claro, cuya función era la de realzar la volumetría del espacio, corrigiendo o prolongando la entrada de luz.
El edificio supuso la oportunidad para Le Corbusier de desarrollar los preceptos teóricos enumerados en los cinco puntos de la arquitectura moderna: la planta libre, la estructura levantada sobre pilotis, la fachada libre, la ventana horizontal y la terraza-jardín.
|                                                       |
| El edificio Clarté en 2008, antes de la restauración. |

|                                      |
| En 2010, después de la restauración. |

|                                                         |
| Vista de la fachada norte tras la restauración de 2009. |

|                            |
| Vista de la fachada oeste. |

## Clasificación de la Unesco
Diversos proyectos construidos por Le Corbusier, entre ellos el edificio Clarté, fueron propuestos como Patrimonio de la Humanidad por la Unesco. Esta candidatura fue rechazada en 2009 y posteriormente en 2011, debido a que se trataba de una lista demasiado larga y por la ausencia del proyecto de Chandigarh en la India. A finales de enero de 2015 se presentó un nuevo dosier de solicitud que tenía en cuenta las observaciones previas modificadas y se propuso en la 40.ª sesión del Comité del Patrimonio Mundial, que se celebró en Estambul (Turquía) del 10 al 17 de julio de 2016. El conjunto fue finalmente aceptado el 17 de julio de 2016.